# 2008-as WTCC német nagydíj
A 2008-as WTCC német nagydíj volt a 2008-as túraautó-világbajnokság nyolcadik fordulója. 2008. augusztus 31-én rendezték meg a Motorsport Arena Oschersleben-n, Németországban.

## Külső hivatkozások
- Eredmények